# Augau
Der Augau (pagus Auga, pagus Augensis, pagus Auguensis, Auganagavvi, Ahagewe) war im Mittelalter ein sächsischer Gau am Ostrand der sächsischen Provinz Engern links und rechts der Oberweser zwischen der Mündung der Diemel und Bevern-Forst. Corvey und Höxter lagen in diesem Gau.

## Geographische Lage

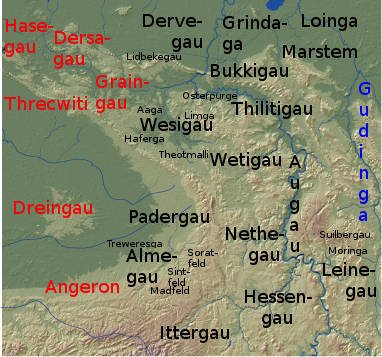
Ungefähre Lage der mittelalterlichen Gaue in Ostwestfalen-Lippe, rot: westfälische Gaue, schwarz: ursprünglich engrische Gaue, blau: ostfälische Gaue

Pagus Auga in der Gaukarte TABULA ANGARIAE IN DIOECESI PATERBORNENSI des Christian Ulrich Grupen, 1740

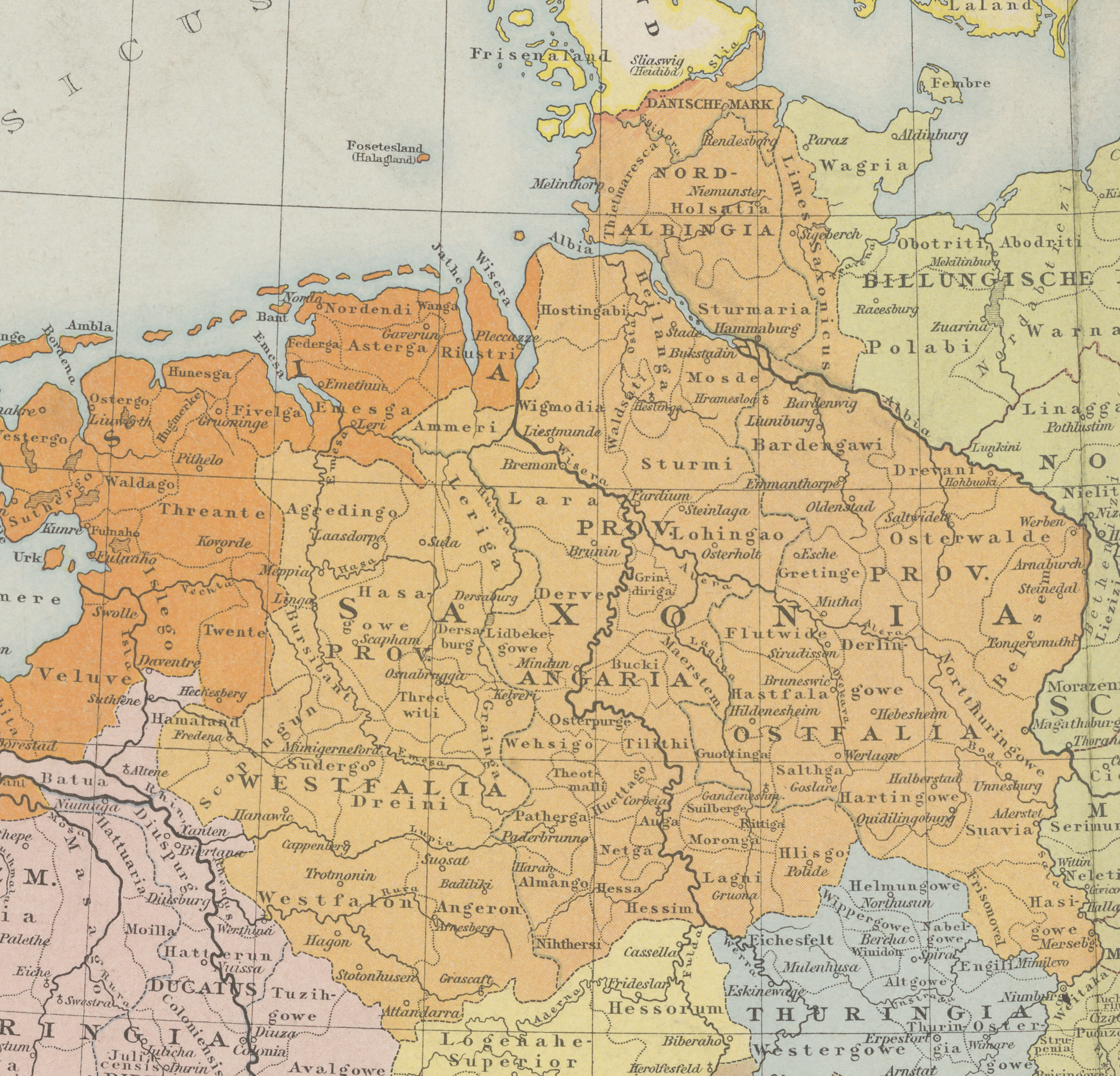
Die klar abgegrenzten mittelalterlichen Gaue des Herzogtum Sachsens um 1000 aus dem Allgemeinen Historischen Handatlas von Gustav Droysen von 1886

Zu verschiedenen Zeiten wurde die Abgrenzung der mittelalterlichen Gaue unterschiedlich angegeben, zeitweise versuchte man sogar feste Grenzen zu erarbeiten. Heute wird eher die ungefähre Lage angegeben, da zu einem Gau gehörige Orte nur selten und punktuell aus den Quellen hervorgehen.
Der Augau dehnte sich östlich der Weser etwa bis in die Mitte des Sollings aus, also etwa bis in die Gegend des Klosters Hethis, das dort kurzzeitig vermutlich beim heutigen Neuhaus bestanden hatte. Im Solling wurden auch andere Orte gegründet, die später wieder verlassen und so zu Wüstungen wurden. Diese Siedlungen lagen überwiegend am Rand des Gebirges. Zu ihnen gehörte Sulbeke, das zeitweise im Besitz der Grafen von Dassel war, anschließend zum Besitz der Grafen von Everstein und danach den Herren von Luthardessen gehörte.
Als Orte in diesem Gau werden Hucxori (Höxter), Corbeia (Corvey), Wiriesi (Würgassen), Heinhusen (Heinsen), Winiden (Wenden, wüst bei Heinsen), Windelmuderode (Wilmerode, wüst bei Heinsen), Rudberdessen (wüst bei Heinsen), Aldendorp (bei Holzminden oder Stadtoldendorf), Sunderessen (unbekannt), Nisa (Niese) und Hameressen (Hummersen) genannt.
Aufgrund der Annahme der Übereinstimmung der Grenzen der Archidiakonate mit den Grenzen der Gaue versuchte man genaue Abgrenzungen vorzunehmen. Daher gilt z. B. der Forstbach beim Beverner Ortsteil Forst, der sich Uarstan schrieb, als Nordgrenze des Augaus.
Die nach dem 20. Abt von Corvey, Sacharo von Rosdorf (1055/56–1071), benannte Fälschung Register Sacharos von 1752 führte folgende Orte als zum Augau gehörig auf: Alberteshus, Althona, Aldanthorpe, Biveran, Bodikeshus, Boffeshus, Bathedi, Boffesburiun, Cotun, Duncgon (Dunge, Dungun), Divernthal, Fersthan, Haslbechi, Higenhus, Hamereshus, Holtesmeni, Haversvordi, Haculesthorpe, Hucxori, Ikonrode, Luttringi, Meyngoteshusun, Ovenhus, Rothe, Stalo, Stotinghus, Sulbeke, Smittheardeshus, Thudanhuson, Unergesi, Ungrotun, Waritbeke, Withem und Wergesi. Obwohl dies schon 1861 als Fälschung erkannt wurde, werden die nach ihr festgestellten Grenzen teils bis heute tradiert.
Der Gau grenzte im Süden an Leinegau und Hessengau, im Westen an Nethegau und Wetigau, im Norden an den Tilithigau, im Osten an das Wikanafeld des ostfälischen Gudingaus sowie den Suilbergau und den schon zum Leinegau zählenden Moringa.

## Naturräumliche Gliederung
Nach dem Handbuch der naturräumlichen Gliederung Deutschlands liegt der Augau in der Haupteinheitengruppe D36 Weser- und Weser-Leine-Bergland (Niedersächsisches Bergland), zu der die alten Haupteinheitengruppen 36 Oberes Weserbergland und 37 Weser-Leine-Bergland, an denen der Augau Anteil hat, sowie 53 Unteres Weserbergland zusammengefasst wurden. Hier sind zu erwähnen:
- die Haupteinheit 367 Holzmindener Wesertal, das im Augau entlang der Weser liegt.
- die Haupteinheit 361 Oberwälder Land, auf dessen Naturräume 361.01 Fürstenauer Berge und 361.02 Bever-Diemel-Kalkbergland sich Teile des Gaus westlich des Wesertals erstrecken.
- die Haupteinheit 371 Sollingvorland, auf dessen Naturraum 371.01 Golmbacher Berge sich Teile des Gaus östlich des Wesertals erstrecken.
- die Haupteinheit 370 Solling, Bramwald und Reinhardswald, auf dessen Untereinheit 370.0 Nördlicher Solling sich Teile des Gaus östlich des Wesertals erstrecken.

Wichtigstes Gewässer ist die Weser mit ihren Zuflüssen.

## Geschichte
Den Winter von 797 auf 798 verbrachte Karl der Große in einem Lager an einer Weserfurt im Süden des Augau. Nach dem wichtigen Pfalzort Heristal in Francia benannte er es als Heristal Saxonicum, in heutiger Sprache Herstelle.
822 wurde das an ungeeigneter Stelle in Hethis im Solling errichtete Kloster Corvey zur villa Hucsori, dem heutigen Höxter, in den Augau verlegt.
Es ist umstritten, ob die fränkische Grafschaftsverfassung im von Karl dem Großen eroberten Sachsen mit der Fläche nach abgegrenzten Grafschaftsbezirken konsequent eingeführt wurde, bzw. bis wann sie dort bestand und ob die Grafschaften den landschaftlichen Gaunamen entsprachen. Sicher ist, dass die Grafschaften von Immunitäts-, Pfalz-, Forst- und Allodialbezirken sowie Marken durchsetzt waren, in denen die Gewalt der Grafen nicht galt. Auch einzelne Personengruppen waren davon ausgenommen.
So erhielt das Kloster Corvey 832 von Kaiser Ludwig dem Frommen die Immunität verliehen und im Jahre 940 von Otto dem Großen den Burgbann über die Leute aus Augau, Nethegau und Wetigau, "die in der um das Kloster erbauten civitas Schutz suchten".
Das Bistum Paderborn, das schon Herstelle besaß, erhielt als Ersatz für Zehnte, die dem Kloster Corvey zugestanden worden waren, Grafschaftsrechte im Padergau, Aagau, Treveresgau, Soratfeld und auch im Augau. Der Zeitpunkt der Übertragung ist unbekannt, Otto III. bestätigte sie nach Verlust der Urkunde beim Paderborner Stadtbrand im Jahre 1000 neu. Meist wird für die Verleihung die Amtszeit Bischof Volkmars (959–983) vermutet. Die Grafschaft im Augau hat Bischof Meinwerk nach Bannasch 1011 an den Billunger Bernhard II. verlehnt. Ein zu Beginn des 11. Jahrhunderts im Augau handelnder Graf Konrad wird als billungischer Untergraf angesprochen. Es wird in der Literatur verschiedentlich vermutet, dass mit ihm ein Vorfahre der Grafen von Everstein zu fassen ist.
Kaiser Konrad II. schenkte am 19. Februar 1031 der bischöflichen Kirche zu Paderborn für die treuen Dienste Bischof Meinwerks Praedia (dt.: 'Landgüter') in acht Orten (Heinhuson, Winidun, Windilinroderod, Aldenthorph, Rudbertessun, Sunderessun, Illisa und Hameressun) im „pago Auga“. Dabei handelte es sich um das gesamte Reichsgut im Augau. Auch das Reichsgut im Nethegau und Hessengau wurde dem Bistum übertragen. Bannasch vermutet, dass dies auf die Grafschaft des Hermann beschränkt geschah.
Am 18. Januar 1032 übertrug Konrad II. die Grafenrechte des Esikonen Hermann II. im Nethegau, Hessengau und Augau an das Bistum Paderborn. Da dies zu Lebzeiten des Grafen Hermann geschah, wird vermutet, dass er in dem betroffenen Gebiet nunmehr als Paderborner Lehngraf tätig war statt reichsunmittelbar. Es wird dadurch sichtbar, dass im Augau verschiedene Personen Grafschaftsrechte hatten.
Auch für Graf Bernhard von Northeim sind Grafenrechte im Augau erwähnt. Er wird als Graf für Würgassen und das nahe Helmarshausen erwähnt. Da letzterer Ort zur Grafschaft des Dodiko gehörte, die ebenfalls dem Bistum Paderborn übertragen worden war und sich in den Gauen Hessengau, Nethegau und Ittergau erstreckte, wird davon ausgegangen, dass Bischof Meinwerk ihn mit diesen Rechten belehnt hatte.
Im und am Augau stießen somit verschiedene Interessen aufeinander. Als Machtfaktoren sind insbesondere zu nennen:
- das im Augau angesiedelte Kloster Corvey,
- das Bistum Paderborn, in dessen Diözese der Augau lag, wo es auch begütert war und durch die Verleihung von Grafenrechten weltliche Herrschaftsrechte erlangte,
- die Billunger Herzöge, deren Herrschaftsbereich von Norden her in den Augau reichte und deren Rolle später die Welfen übernahmen,
- die Grafen von Northeim, die aus dem Südosten hierher vordrangen und deren Erbe nach ihrem Aussterben 1151 an die Welfen fiel, sowie
- die Grafen von Everstein, die von Osten her über den Augau hinaus griffen.

Demgegenüber wurden andere Adelsgeschlechter verdrängt, wie die Esikonen oder die Familie des Grafen Dodiko.
Nach Auflösung des Herzogtums Sachsen 1180 kam der südlichste Teil des Augaus östlich der Weser schließlich an das 1235 gegründete Herzogtum Braunschweig-Lüneburg. Auch der zweite östlich der Weser gelegene Anteil des Augaus kam an die Welfen. Zusammen mit der Grafschaft Everstein wurde er 1408 nach Ende der Eversteiner Fehde von Hermann VII. von Everstein an Otto IV. von Braunschweig-Lüneburg übergeben.
Vom westlich der Weser gelegenen Teil des Augaus war der südlichste Teil spätestens mit der Gründung der Stadt Beverungen 1417 für das Hochstift Paderborn als die Richterei oder das Amt Beverungen gesichert, während der übrige Teil das Stift Corvey bildete.

## Grafen mit Grafschaftsrechten im Augau
- 940: Rethardus
- der Billunger Herzog Bernhard II. von Sachsen
- 1031: Konrad, vermutlich ein Untergraf der Billunger und evtl. Vorfahre der Grafen von Everstein
- 1032: der Esikone Hermann II. von Reinhausen
- Bernhard von Northeim